# Stelios Arjiros
Stelios Arjiros, gr. Στέλιος Αργυρός (ur. 24 listopada 1945 w Atenach) – grecki przedsiębiorca i polityk, poseł do Parlamentu Europejskiego IV kadencji.

## Życiorys
Po ukończeniu szkoły średniej wyjechał do Stanów Zjednoczonych, gdzie kształcił się w Amherst College, a następnie studiował w Massachusetts Institute of Technology, broniąc w 1973 doktorat. Pracował w Banku Światowym, następnie w wiedeńskiej siedzibie Organizacji Narodów Zjednoczonych do spraw Rozwoju Przemysłowego. W 1977 powrócił do Grecji, do 1981 kierował rodzinną firmą tekstylną, następnie był dyrektorem generalnym przedsiębiorstwa produkującego nawozy, po czym powrócił do rodzinnego biznesu.
Od 1988 do 1992 był prezydentem, a następnie do 1994 przewodniczącym rady dyrektorów Greckiej Federacji Przedsiębiorców (SEW). W 1994 przyjął propozycję Nowej Demokracji, z jej listy z powodzeniem kandydował do Europarlamentu IV kadencji, w którym zasiadał do 1999. Później ponownie zajął się prowadzeniem działalności gospodarczej.